# Bristowia
Bristowia es un género de arañas araneomorfas de la familia Salticidae. Se encuentra en Asia y el centro de África.

## Etimología
El género fue nombrado en honor  de William Syer Bristowe.

## Lista de especies
Según The World Spider Catalog 12.5::
- Bristowia afra Szüts, 2004
- Bristowia heterospinosa Reimoser, 1934